# Rigel III
Die Rigel III ist ein 1979 als Turella in Dienst gestelltes Fährschiff der griechischen Reederei Ventouris Ferries. Sie wird seit 2017 auf der Strecke von Bari nach Durrës eingesetzt.

## Geschichte
Die Turella wurde am 17. März 1978 von der Viking Line in Auftrag gegeben und am 10. August 1978 unter der Baunummer 1242 von Oy Wärtsilä Ab in der Turku-Werft auf Kiel gelegt. Der Stapellauf erfolgte am 21. November 1978, die Ablieferung an die Viking Line am 4. Juni 1979. 11 Tage später nahm sie den Fährdienst von Turku nach Mariehamn und Stockholm auf. Ihr Schwesterschiff ist die 1980 in Dienst gestellte Rosella.
Im Juni 1981 wechselte die Turella auf die Strecke von Naantali nach Mariehamn und Kapellskär. Nach weiteren sieben Dienstjahren für die Viking Line erhielt sie im Oktober 1988 den Namen Stena Nordica und wurde nach einem Werftaufenthalt im Januar 1989 an die Stena Line überführt, um im selben Monat zwischen Moss, Frederikshavn und Göteborg sowie Göteborg nach Kiel zum Einsatz zu kommen.
Das Schiff blieb bis April 1996 für die Stena Line im Einsatz, ehe sie nach Umbauarbeiten in Landskrona im Mai 1996 als Lion King an Lion Ferry ging und im selben Monat den Dienst auf der Strecke von Halmstad nach Grenaa sowie von Karlskrona nach Gdynia aufnahm.

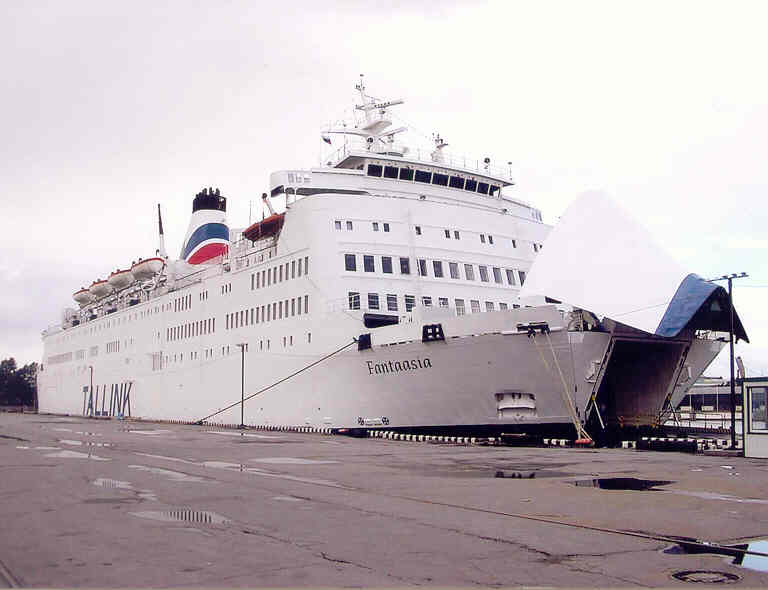
Als Fantaasia in Sankt Petersburg

Seit Dezember 1997 gehörte die Fähre der Tallink Line, die sie im Januar 1998 in Fantaasia umbenannte. Ab Februar 1998 bediente sie die Linie von Helsinki nach Tallinn, lief jedoch im Verlauf ihrer Dienstzeit für diese Reederei auch Städte wie Stockholm oder Sankt Petersburg an. Zudem fuhr das Schiff 2005 und 2006 zwischenzeitlich unter Charter von Algérie Ferries und Comanav im Mittelmeer. Zuletzt stand es auf den Strecken von Riga nach Stockholm und seit Dezember 2007 von Langesund nach Hirtshals im Einsatz.
Im April 2008 ging die Fantaasia in den Besitz der Det Nordenfjeldske Dampskibsselskab As (Kystlink) über und erhielt im Juni 2008 den Namen Kongshavn. Nachdem die Reederei noch im selben Jahr Insolvenz anmelden musste, war das Schiff ab Oktober 2008 in Sandefjord aufgelegt, ehe es im Dezember 2009 an Blue Line International in Kroatien ging.
Unter dem neuen Namen Regina Della Pace nahm die Fähre am 19. April 2010 den Dienst von Split nach Ancona auf. Am 11. Oktober 2016 musste das Schiff den Dienst aufgrund von finanziellen Schwierigkeiten der später aufgelösten Reederei Blue Line International einstellen. Im Dezember desselben Jahres ging es in den Besitz von Ventouris Ferries über und erhielt im Januar 2017 den Namen Rigel III. Die Fähre steht seitdem auf der Strecke von Bari nach Durrës im Einsatz.